# Transit 4B
Transit 4B – amerykański technologiczny satelita wojskowy, który testował system nawigacji dla okrętów podwodnych US Navy przenoszących pociski balistyczne typu UGM-27 Polaris. Na pokładzie umieszczono eksperymentalny radioizotopowy generator termoelektryczny, SNAP-3A, w ramach testów nowych źródeł energii. Wraz z satelitą Transit 4B wyniesiono satelitę TRAAC.
Misję finansowało Naval Research Laboratory (NRL) z ramienia US Navy. Statek zbudowało NRL i Johns Hopkins University.
Satelita pozostaje na orbicie okołoziemskiej, jego żywotność szacuje się na 1000 lat.